# The Man Who Fell to Earth
The Man Who Fell to Earth (conocida como El hombre que vino de las estrellas en España y El hombre que cayó a la Tierra en Hispanoamérica) es una película británica de ciencia ficción del año 1976, basada en la novela homónima de Walter Tevis (1963).  Dirigida por Nicolas Roeg, y protagonizada por David Bowie, la película trata de un extraterrestre que llega a la Tierra en búsqueda de agua para su planeta nativo, que sufre una sequía. 
La película fue producida por Michael Deeley y Barry Spikings.

## Trama
Thomas Jerome Newton (David Bowie) es un extraterrestre del planeta Anthea, que llega a la Tierra buscando un modo de transportar agua a su planeta, que sufre una sequía devastadora.
Newton utiliza su conocimiento de tecnología más avanzada para sacar patentes de muchos inventos en la Tierra, logrando una gran riqueza como jefe de una empresa de tecnologías, World Enterprises Corporation, ayudado por su abogado de patentes, Oliver V. Farnsworth (Buck Henry). Con este dinero desea construir naves espaciales que podrían llevar agua a su planeta.
En Nuevo México, Newton conoce a Mary-Lou (Candy Clark), una chica simple y trabajadora, con quien empieza una relación romántica. Mary-Lou le muestra a Newton costumbres terrenales, como ir a la iglesia, tomar alcohol, la moda, y finalmente, el sexo. Pero su obsesión con el alcohol y la televisión destruyen lentamente la relación romántica con Mary-Lou. Su identidad oculta es descubierta por el doctor Nathan Bryce (Rip Torn), uno de sus pocos amigos. También le revela su identidad extraterrestre a Mary-Lou, quien no es capaz de aceptar el hecho.  
Newton intenta iniciar el programa de rescate para su planeta, pero justo antes del primer despegue el gobierno lo detiene, mientras unos agentes asesinan a sus socios, incluso a Farnsworth y su amante. El gobierno, que recibió información sobre la verdadera identidad de Newton por Bryce, lo apresa en un apartamento lujoso, y lo somete a rigurosos e inhumanos experimentos.
Después de muchos años en prisión, Mary-Lou le visita, muy cambiada por los años (su juventud y belleza han desaparecido). Comprende que la relación con Newton ha fracasado, y se va. Newton entonces se da cuenta de que la puerta está abierta, y que al gobierno ya no les interesa su situación, y por lo tanto, escapa.
Newton ha fracasado en su misión de salvar a su planeta. Se queda atrapado en la Tierra, solo y desesperado. Trata de mandar un mensaje a través de unas grabaciones que espera sean transmitidas por la radio. Bryce compra una grabación, y decide ir a ver a Newton para saber qué contenía la grabación. Bryce, ya viejo, se encuentra con Newton, quien sigue joven, aunque deprimido y alcohólico, intentando superar la angustia de haber fracasado en su misión.

## Reparto
- David Bowie como Thomas J. Newton
- Rip Torn como Nathan Bryce.
- Candy Clark como Mary-Lou
- Buck Henry como Oliver V. Farnsworth